# Nokia 7600

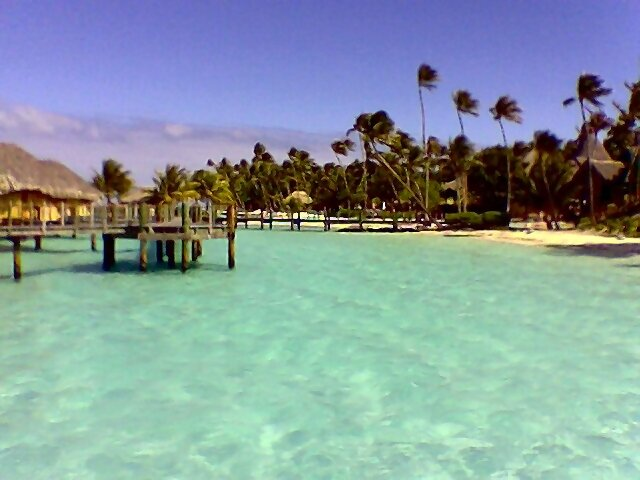
Bãi biển Bora Bora (Polynésie thuộc Pháp), chụp bởi Nokia 7600

Nokia 7600 có thể được xem là "chú dế" có hình dáng và phong cách độc đáo nhất của Nokia. Với hình dạng không khác gì một chiếc lá.

## Tổng quan
Nhìn bề ngoài, 7600 có rất nhiều tính năng của chiếc điện thoại đương thời, máy được trang bị VGA 640 x 480 pixel, nghe nhạc đa âm với bộ nhớ trong, màn hình màu.
Tuy nhiên, điều thiếu sót khá lớn của 7600 này là bộ nhớ trong quá nhỏ (chỉ có 29MB).
Về các kết nối, 7600 có khả năng so sánh với một số điện thoại cùng chủng loại, máy có bluetooth, vừa có hồng ngoại, đồng thời được trang bị cả công nghệ băng tần 3G UMTS 2100, công nghệ vẫn còn mới mẻ lúc bấy giờ.

## Tính năng cơ bản
- Máy có thể chạy trên 2 băng tần Dual-band: GSM 900/1800.
- Kích thước: 87x78x18,6mm
- Trọng lượng: 123 gram
- Máy có các kết nối: 3G (384mps), Bluetooth và Hồng Ngoại
- Camera của máy có độ phân giải thấp, chỉ 0,3 mpx(VGA)
- Bộ nhớ cũng là điều khiến 7600 mất đi lợi thế, chỉ có 29MB và không hỗ trợ thẻ ngoài.
- Ngoài ra, 7600 còn có thể chơi được một số game Java loại nhẹ.